# André Wilder
André Wilder fue un pintor francés nacido el 2 de agosto de 1871 en París y fallecido en la misma ciudad en 1965.

## Datos biográficos
André Wilder nació el 2 de agosto de 1871 en París. Fue alumno de Jean Léon Gérôme y de Marius Michel. Expuso en el Salón mantenido por la Sociedad nacional de Bellas Artes, en el Salón de otoño y en el Salón de los Tullerias. En 1904 y en 1909, expuso a la Fundación Bernheim a París. Visitó luego repetidamente Bélgica y Holanda 

dont la lumière l'enthousiasme

 Murió en 1965.
Muchas de sus obras (en las que se siente «un mariposeo de luces de colores, y de telas radiantes de vitalidad») se encuentran en las colecciones de los despachos oficiales franceses (ministerios, jefaturas, palacios de gobierno).